# 衛生福利部所屬醫院
衛生福利部所屬醫療機構，為中華民國衛生福利部所管理的醫療機構，原為臺灣省政府衛生處所屬之各地省立醫院，1999年7月1日精省後改隸行政院衛生署醫院管理委員會（今衛生福利部附屬醫療及社會福利機構管理會）。共有26家醫療機構，可分為綜合醫院及特殊療養院。

## 所屬醫院

### 綜合醫院

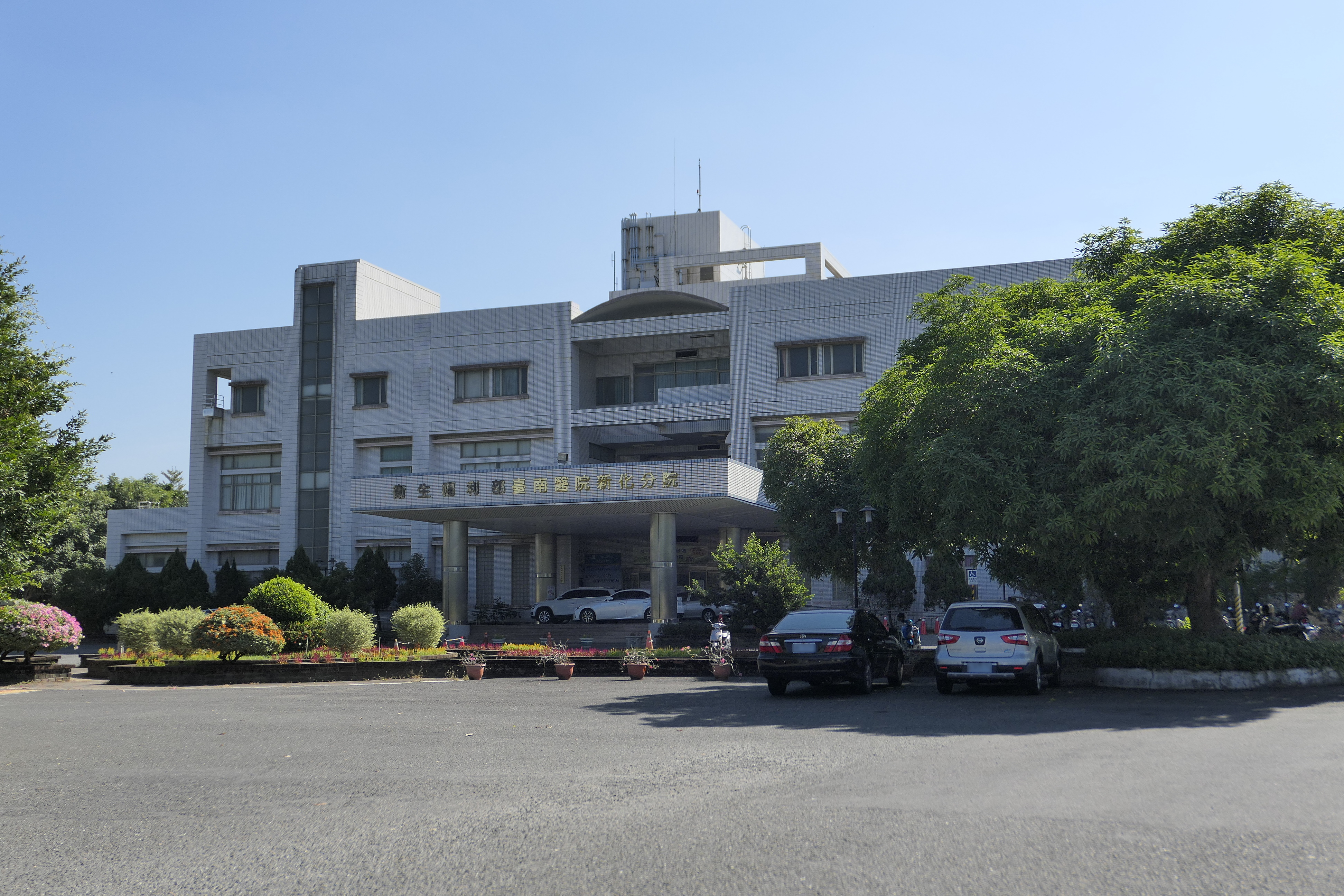
臺南醫院新化分院

計有19家綜合醫院。
北區區域聯盟
- 基隆醫院
- 臺北醫院
- 桃園醫院
  - 新屋分院
- 苗栗醫院
- 花蓮醫院
  - 豐濱原住民分院
- 金門醫院
- 臺東醫院
  - 成功分院

中南區域聯盟
- 豐原醫院
- 臺中醫院
- 彰化醫院
- 南投醫院：除院本部外，另設有中興院區
- 嘉義醫院
- 朴子醫院
  - 東石分院（核准籌設）
- 澎湖醫院
- 新營醫院
- 臺南醫院
  - 新化分院
- 旗山醫院
- 屏東醫院
- 恆春旅遊醫院

### 特殊療養院
計有7家特殊療養院。
北區區域聯盟
- 八里療養院
- 樂生療養院
- 桃園療養院
- 玉里醫院：除院本部外，另設有祥和社區、新興復健園區、萬寧復健園區、溪口復健園區

中南區域聯盟
- 草屯療養院
- 胸腔病院
- 嘉南療養院

## 公辦民營（BOT）模式醫院
- 雙和醫院（委託臺北醫學大學興建經營）

## 已裁撤或改制的醫院
- 雲林醫院：2004年4月改制為「國立臺灣大學醫學院附設醫院雲林分院」
- 宜蘭醫院：2008年1月改制為「國立陽明大學附設醫院」
- 新竹醫院：2011年7月改制為「國立臺灣大學醫學院附設醫院新竹分院」
- 竹東醫院：2011年7月改制為「國立臺灣大學醫學院附設醫院竹東分院」

## 外部連結
- 衛生福利部附屬醫療及社會福利機構管理會 （页面存档备份，存于）